# Сарапульская типография
Сарапульская типография — предприятие лёгкой промышленности в Сарапуле.

## История
Открытие типографии в Сарапуле состоялось 15 ноября 1866 года. Разрешение на типографскую деятельность было выдано купчихе Парасковье Ивановне Старковой Вятским губернским правлением. В ней были одна печатная машина, два типографских станка, один литографский. Работали восемь человек. В типографии печатались журналы городских дум, земских собраний, доклады и отчеты городской и земской управ, училищных советов, уставы различных обществ, объявления, афиши, счета, пригласительные письма, бланки.
В 1875 году типография перешла во владение Александре Лукиничне Пойловой, а с 1888 года — к Иосифу Михайловичу Колчину. Последним владельцем типографии в дореволюционный период был известный в городе купец Л. Ф. Пешехонов. Дом по адресу ул. Раскольникова, 152 носит историческое название «Дом Пошехонова». В первые годы типография выпускала продукции на 2500 рублей в год.
В 1895 году издатель И. М. Колчин выпускает ежедневник «Телеграммы Санкт-Петербургского телеграфного агентства». Несмотря на такое название, газета содержала значительную долю информации для местного читателя. В ней публиковалось множество объявлений, реклама, а также ежедневный бюллетень метеорологической станции, которая работала при Сарапульском реальном училище. С 1897 года начал выходить «Сарапульский листок объявлений». Но общественно-политической газеты не было до 1906 года. Н. Н. Блинов в книге о Сарапуле, изданной в 1912 году, пишет: «Помимо внешних затруднений при подавляющем невежестве масс рабочего населения, существование частной газеты затруднительно». Преобладающая масса населения Сарапула была неграмотной. На образование и культуру отпускались мизерные средства. В городе с населением 28 тысяч человек была только одна библиотека. 17 мая 1906 года в типографии был напечатан первый тираж газеты «Прикамский Край».
В августе 1919 года вышел первый номер газеты «Красное Прикамье».

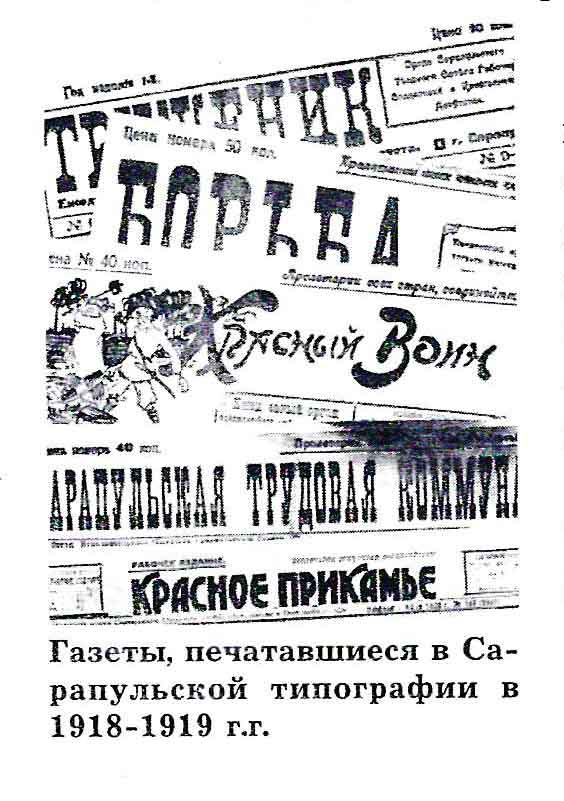
Газеты, печатавшиеся в Сарапульской типографии в 1918—1919 г.г.

Вместе с легальной печатью в дореволюционные годы родилась и нелегальная — выпускались подпольные прокламации и листовки. В 1905 году наборщик Сарапульской типографии Александр Терентьевич Кузьмин, заподозренный в выпуске прокламации, был арестован. Только тяжёлое заболевание спасло его от каторги. В тяжёлых условиях работали полиграфисты в дореволюционные годы. Многие полиграфисты, особенно наборщики, часто получали профессиональную болезнь — свинцовое отравление.
Печатница Елизавета Васильевна Кукарева в годы Гражданской войны добровольцем ушла в Красную Армию. Журналисты и полиграфисты «Красного Прикамья» в печати призывали трудящихся к активной борьбе против белогвардейцев и интервентов. После завершения гражданской войны газета мобилизовала трудящихся на ликвидацию разрухи, на восстановление народного хозяйства. В этот период она становится подлинно массовой. Над улучшением полиграфического исполнения газеты работал и коллектив типографии. В том числе благодаря этим усилиям, газета «Красное Прикамье» дважды была участником Всесоюзной сельскохозяйственной выставки.
В годы первых пятилеток Сарапульская типография становится базовой. С её помощью организуются типографии в ряде новых районов. В 1931 году, например, она выделила оборудование, машины, наборные шрифты для вновь создаваемой типографии и газеты в Фокинском районе. В Частинский район для организации типографии поехали печатник Александр Терентьевич Тюлькин и его сестра Юлия Терентьевна Юркова. Позднее также на базе Сарапульской типографии были организованы типографии в Каракулинском и Киясовском районах.
В первые дни войны четыре девушки ушли добровольцами на фронт. На фронтах войны побывали Зинаида Васильевна Сомова, Александр Терентьевич Тюлькин, Александр Парамонович Калмыков, Михаил Степанович Кобяков, Павел Иванович Яковлев и другие полиграфисты и журналисты редакции газеты «Красное Прикамье». Не все из них вернулись с полей сражений.

### Прежние названия
- Сарапульская государственная типография Управления издательств и полиграфии при Совнаркоме Удмуртской АССР — с 15 ноября 1940 года по 1953 год.
- Сарапульская городская типография отдела издательств и полиграф- промышленности Министерства культуры Удмуртской АССР — с 1953 года по 1963 год.
- Сарапульская городская типография Управления печати при Совете Министров Удмуртской АССР — с 1963 года по 1973 год.
- Сарапульская городская типография Управления по делам издательств, полиграфии и книжной торговли Совета Министров Удмуртской АССР — с 1973 года по 1975 год.
- Сарапульская городская типография имени 30-летия Победы в Великой Отечественной войне 1941—1945 г.г. Управления по делам издательств, полиграфии и книжной торговли Совета Министров Удмуртской АССР — с 1975 года по 27 сентября 1988 года.
- Сарапульское полиграфическое объединение по делам издательств, полиграфии и книжной торговли — с 28 сентября 1988 года по 10 ноября 1992 года.
- Муниципальное предприятие «Сарапульская городская типография» Сарапульского городского Комитета по управлению имуществом — с 11 ноября 1992 года по 2003 год.
- Муниципальное Унитарное Предприятие г. Сарапула «Сарапульская типография» — с 2003 года и по настоящее время.